# Tempo de voo

Princípios básicos de tempo de voo aplicados à telêmetro a laser

Tempo de voo (em inglês: Time of flight (ToF)) é a medida do tempo que um objeto, partícula ou onda (seja acústica, eletromagnética, etc.) leva para percorrer uma distância através de um meio. Essas informações podem então ser usadas para medir a velocidade ou o comprimento do caminho, ou como uma forma de aprender sobre as propriedades da partícula ou do meio (como composição ou vazão). O objeto em viagem pode ser detectado diretamente (tempo de voo direto, dToF, por exemplo, através de um detector de íons em espectrometria de massa) ou indiretamente (tempo de voo indireto, iToF, por exemplo, pela luz espalhada de um objeto em velocimetria doppler a laser). A tecnologia de tempo de voo encontrou aplicações valiosas no monitoramento e caracterização de materiais e biomateriais, incluindo hidrogéis.